# Мокра Гора (Ужице)
Мокра Гора је насељено место у граду Ужицу у Златиборском округу. Према попису из 2022. било је 393 становника. Име селу је дао његов ага Мустај-бег из Прибоја. Кажу да је ту законачила нека војска и ложила сирову гору (дрва) на ватру, па су говорили: „ала је ова гора мокра”, па је тако настало име Мокра Гора.

## Географија
Мокра Гора се налази на граници између Таре и Златибора и на граници Републике Србије и Босне и Херцеговине. За њу је карактеристична веома велика висинска разлика између најниже (надморска висина ~ 460 m) и највише коте (врх планине Таре — Збориште, надморске висине 1.544 m). Мокра Гора заузима површину од приближно 55 km².
Овде се налази: црква Вазнесења Господњег, Кршање у Мокрој Гори, црква Светог пророка Илије у Мокрој Гори, црква Светог Јована Крститеља на Мокрој Гори, ОШ „Богосав Јанковић” ИО Мокра Гора и Капела у Марковом Пољу.
Овде се одржава манифестација Завичајни дани Мокре Горе. Овде је живео Благоје Тошић, носилац Карађорђеве звезде са мачевима.

## Привреда

### Индустрија
Дуго година једна од најважнијих фабрика у Мокрој Гори и читавом ужичком крају била је Фабрика хемијских производа Котроман. Након распада Југославије, фабрика је изгубила велики део свог тржишта. Средином деведесетих година, Котроман није заштитио патентно право над неколико својих најважнијих производа. Ускоро су и многи инжењери запослени у њему напустили фабрику и махом основали приватне фирме, те је Котроман банкротирао.
Мокра Гора ће ускоро добити своју прву мини хидроелектрану Кршање, на реци Бели Рзав, снаге 200-300 киловата. Реализација је у складу са ЕПС-овом стратегијом из Зелене књиге и у сарадњи са локалним актерима. Споразум су потписали тадашњи директор парка природе Мокра Гора Емир Кустурица и градоначелник Ужица Јован Марковић.

## Туризам

### Шарганска осмица
Оно што је почело као приватна иницијатива групе ентузијаста окупљених око удружења Шарганска осмица, претворило се у пројект који је удахнуо нови живот Мокрој Гори. Мокра Гора је постала позната туристичка дестинација. До 1974. године кроз Мокру Гору је пролазила стара пруга уског колосека Београд—Сарајево. Удружење Шарганска осмица покренуло је идеју о обнови некада популарне Шарганске осмице, јединствене трасе железнице уског колосека (760 mm), која гледана из ваздуха има облик броја осам. Обновљеним делом пруге од железничке станице у Мокрој Гори до оближње станице у Шарган-Витасима данас саобраћа туристичка атракција, стари парни воз Ћира.

### Лековити извори
У Мокрој Гори се налази неколико десетина минералних извора. Због чињенице да Мокра Гора лежи на једном од највећих налазишта никлом богате железне руде у Европи, већина извора има изразито висок садржај растворених јона. Неколико познатијих извора су лековити, али један део извора је токсичан (отрован). Најпознатији међу лековитим изворима у Мокрој Гори носи назив Беле воде.

### Дрвенград
Српски филмски редитељ Емир Кустурица је код Мокре Горе, на брду Мећавнику, направио етно-село Дрвенград.

### Становништво
У насељу Мокра Гора живи 517 пунолетних становника, а просечна старост становништва износи 46,2 година (43,4 код мушкараца и 48,8 код жена). У насељу има 237 домаћинстава, а просечан број чланова по домаћинству је 2,55.
Ово насеље је великим делом насељено Србима (према попису из 2002. године), а у последња три пописа, примећен је пад у броју становника.
|  |

| Демографија | Демографија | Демографија |
| Година      | Становника  | Становника  |
| ----------- | ----------- | ----------- |
| 1948.       | 1.398       |             |
| 1953.       | 1.468       |             |
| 1961.       | 1.310       |             |
| 1971.       | 1.139       |             |
| 1981.       | 870         |             |
| 1991.       | 816         | 816         |
| 2002.       | 605         | 609         |

| Етнички састав према попису из 2002.‍ | Етнички састав према попису из 2002.‍ | Етнички састав према попису из 2002.‍ | Етнички састав према попису из 2002.‍ | Етнички састав према попису из 2002.‍ |
| ------------------------------------ | ------------------------------------ | ------------------------------------ | ------------------------------------ | ------------------------------------ |
|                                      |                                      |                                      |                                      |                                      |
| Срби                                 | Срби                                 |                                      | 599                                  | 99,00%                               |
| Југословени                          | Југословени                          |                                      | 1                                    | 0,16%                                |
| непознато                            | непознато                            |                                      | 0                                    | 0,0%                                 |

| Година пописа     | 1948. | 1953. | 1961. | 1971. | 1981. | 1991. | 2002. |
| ----------------- | ----- | ----- | ----- | ----- | ----- | ----- | ----- |
| Број домаћинстава | 224   | 253   | 268   | 268   | 250   | 277   | 237   |

| Број чланова      | 1  | 2  | 3  | 4  | 5  | 6 | 7 | 8 | 9 | 10 и више | Просек |
| ----------------- | -- | -- | -- | -- | -- | - | - | - | - | --------- | ------ |
| Број домаћинстава | 77 | 59 | 37 | 34 | 19 | 9 | 2 | 0 | 0 | 0         | 2,55   |

| Пол    | Укупно | Неожењен/Неудата | Ожењен/Удата | Удовац/Удовица | Разведен/Разведена | Непознато |
| ------ | ------ | ---------------- | ------------ | -------------- | ------------------ | --------- |
| Мушки  | 257    | 81               | 153          | 20             | 3                  | 0         |
| Женски | 283    | 47               | 154          | 76             | 6                  | 0         |
| УКУПНО | 540    | 128              | 307          | 96             | 9                  | 0         |

| Пол    | Укупно                    | Пољопривреда, лов и шумарство | Рибарство                            | Вађење руде и камена | Прерађивачка индустрија       |
| ------ | ------------------------- | ----------------------------- | ------------------------------------ | -------------------- | ----------------------------- |
| Мушки  | 127                       | 7                             | 0                                    | 0                    | 84                            |
| Женски | 75                        | 4                             | 0                                    | 0                    | 27                            |
| УКУПНО | 202                       | 11                            | 0                                    | 0                    | 111                           |
| Пол    | Производња и снабдевање   | Грађевинарство                | Трговина                             | Хотели и ресторани   | Саобраћај, складиштење и везе |
| Мушки  | 0                         | 6                             | 2                                    | 7                    | 12                            |
| Женски | 0                         | 0                             | 3                                    | 9                    | 22                            |
| УКУПНО | 0                         | 6                             | 5                                    | 16                   | 34                            |
| Пол    | Финансијско посредовање   | Некретнине                    | Државна управа и одбрана             | Образовање           | Здравствени и социјални рад   |
| Мушки  | 0                         | 0                             | 2                                    | 2                    | 1                             |
| Женски | 0                         | 0                             | 3                                    | 4                    | 2                             |
| УКУПНО | 0                         | 0                             | 5                                    | 6                    | 3                             |
| Пол    | Остале услужне активности | Приватна домаћинства          | Екстериторијалне организације и тела | Непознато            | Непознато                     |
| Мушки  | 1                         | 0                             | 0                                    | 3                    | 3                             |
| Женски | 0                         | 0                             | 0                                    | 1                    | 1                             |
| УКУПНО | 1                         | 0                             | 0                                    | 4                    | 4                             |